# 香川鉄蔵
香川 鉄蔵（かがわ てつぞう、1888年2月15日 - 1968年12月9日）は、第一次世界大戦後から第二次世界大戦後にかけて大蔵省に嘱託として勤務した人物。セルマ・ラーゲルレーヴ『ニルスのふしぎな旅』を日本語へ翻訳したことで知られる。

## 経歴
1888年、東京市浅草区の区会議員を務める香川直吉の三男として生まれる。
1892年に父・直吉が49歳で死去、長男の初太郎は旧制中学の英語教員を勤め家計を助けたが1905年に30歳で死去している。
鉄蔵は兄や姉の支援を受け、1906年に東京高等師範学校附属中学校（現・筑波大学附属中学校・高等学校）を卒業。
第一高等学校を経て、東京帝国大学文学部哲学科に進み心理学を専攻するが、大学卒業直前の1911年12月に自主退学した。
友人を頼って全国各地を放浪するなかで、第一高等学校で教えを受けた新潟県に住むドイツ人のヴィルヘルム・グンデルト宅に滞在中した。
クリスマスに、グンデルトからセルマ・ラーゲルレーヴ『キリスト伝説集』のドイツ語訳書が贈られ、ラーゲルレーヴの作品に感銘を受けた香川は、『Nils Holgerssons underbara resa genom Sverige （ニルス・ホルゲションの素晴らしきスウェーデン旅行）』第1部のスウェーデン語原書を日本語訳し、1918年に大日本図書から『飛行一寸法師』の名で刊行した。
これは『ニルスのふしぎな旅』の初邦訳とされる。
1919年7月、大蔵省臨時調査局金融部嘱託となり欧米諸国の財政調査に当たった。1923年に伊藤八重と結婚した。
1938年、50歳で大蔵省を辞し「満州国」に単身赴き満州国国務院に入り、大同学院で教鞭を執った後、新京法政大学教授となる。仕事の合間に満州各地を調査し1940年にダイヤモンド社から『満洲で働く日本人』を刊行した。1941年1月、帰国し東京府北多摩郡立川町の自宅に戻り国務院企画処嘱託・東京在勤となる。
1944年2月、大蔵省に戻り外資局嘱託となる。第二次世界大戦後の1946年4月に主計局、1949年に理財局に移った。
学陽書房から自訳の『ニルスのふしぎな旅』を新たに刊行。
1950年7月、国立国会図書館参事となり、国際業務部外国資料課長となった。
1951年8月末に国立国会図書館参事を辞し開国百年記念文化事業会理事となり、『明治文化史』『日米交渉史』の刊行を図った。
1957年5月に大蔵省から防衛庁に移り軍事関連の文献の翻訳に従事した。
また、1957年から1960年まで日本ラゲルレフ会を組織した。
死後1982年に偕成社から『ニルスのふしぎな旅』の完訳が全4巻で刊行された。

## 著書
- 『満洲で働く日本人』（ダイヤモンド社） 1941
- 『明治文化史 第10巻 趣味娯楽編 開国百年記念文化事業会』（洋々社） 1955
- 『北の光 - セルマ・ラーゲルレーヴ』（香川節、瑞典文庫） 1979

## 翻訳
- 『自我と意識』（ヰリアム・ヂエイムス、福来友吉共訳、弘学館書店） 1917
- 『飛行一寸法師』（セルマ・ラーゲルレーヴ、大日本図書） 1918
- 『ニルスのふしぎな旅行』（ラーゲルレフ、講談社） 1954
- 『ニルス・ホルゲルソンの不思議なスウェーデン旅行』（ラーゲルレーフ、主婦の友社、ノーベル賞文学全集） 1971
- 『ニルスのふしぎな旅』全4冊（ラーゲルレーヴ、香川節共訳、偕成社文庫） 1982

## 関連文献
- 香川鉄蔵先生追悼集刊行会『香川鉄蔵』 1971年